# Стадион Мисаки Парк
Стадион Мисаки Парк, који се налази у граду Кобе у Јапану, је стадион за рагби и фудбал. Овај стадион има капацитет од 30.132 седећих места. На овом стадиону играју фудбалски тим Висел Кобе и рагби тим Кобе стилерси (Топ лига). Стадион Мисаки Парк коришћен је за светско првенство у фудбалу 2002., а користиће се и за светско првенство у рагбију 2019.